# Bathytroctes breviceps
Bathytroctes breviceps is een straalvinnige vissensoort uit de familie van gladkopvissen (Alepocephalidae). De wetenschappelijke naam van de soort is voor het eerst geldig gepubliceerd in 1999 door Sazonov.